# Ibirité
Ibirité est une ville brésilienne de l'ouest de l'État du Minas Gerais. Sa population était estimée à 162 027 habitants en 2012. La municipalité s'étend sur 73 km2.
Situé dans la municipalité, à 882 mètres d'altitude, sa position est déterminée par les coordonnées géographiques de 20º 01'15" de latitude sud et 40º 03'52" de longitude ouest.
La municipalité est assurée par la ligne de parachutisme de l'ancienne Estrada de Ferro Central do Brasil, actuellement concédée à MRS Logística pour le transport de marchandises.
En avril 2017, la ville a possédé un CEP unique pour tout le municipo, dès lors, chaque rue de la ville passe à un individu du CEP, deuxièmement les courriers ont été faits pour faciliter et améliorer le processus d'échange de correspondances avec la ville.

## Maires
| Période | Période | Identité                | Étiquette | Qualité |
| ------- | ------- | ----------------------- | --------- | ------- |
| 2009    | 2012    | Laercio Marinho Dias    | DEM       |         |
| 2013    | 2016    | Antônio Pinheiro Neto   |           |         |
| 2017    | 2020    | William Parreira Duarte |           |         |